# Porslinshyacint
Porslinshyacint (Puschkinia scilloides) är en växtart i familjen Sparrisväxter.